# ロータスクラブ

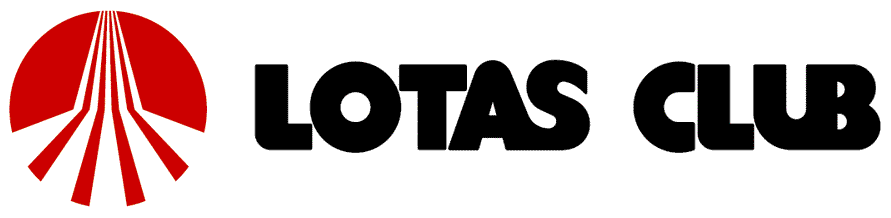
ロータスクラブロゴ

ロータスクラブ（全日本ロータス同友会）は、日本の自動車整備ネットワーク。

## 概要
1975年1月23日設立。自動車整備業界の近代化、社会的地位の向上、法定需要依存体質からの脱皮など、新しい業界づくりの理想を掲げてスタート。組織形態は同友企業（加盟企業）が独自の経営方針を掲げるボランタリー・チェーンの形態を採用している。
全国に約1,600社の同友企業（加盟企業）が在籍し、店舗数は約2,000店舗。加盟企業数は自動車整備チェーンで日本最大となる。
組織本部事務局は株式会社ロータスが行っている。関係会社に主にカーリース事業を展開する株式会社ロートピアがある。

## 沿革
- 1975年（昭和50年）- 帝国ホテルにて、全日本ロータスクラブ同友会設立総会を実施。初代会長に中村昭壹（近畿オート株式会社社長）が就任。
- 1976年（昭和51年）
  - 10月22日 - 株式会社ロータスを設立。本部事務局を丸の内に設定。
  - 三菱自動車販売株式会社（現・三菱自動車工業）と業務提携。
- 1977年（昭和52年）- ブリヂストン、横浜ゴム、東京海上火災保険（現：東京海上日動火災保険）と業務提携。
- 1978年（昭和53年）- 株式会社ジャックス、社団法人日本自動車連盟（JAF）と業務提携。
- 1979年（昭和54年）- 松下電器産業株式会社（現・パナソニック）と業務提携。
- 1980年（昭和55年）- 富士興産株式会社、日産自動車株式会社と業務提携
- 1983年（昭和58年）
  - 名称を「全日本ロータス同友会」に変更。53支部法人を設置。
  - 9月10日 - 株式会社ロートピアを設立。
  - 大東京火災海上保険株式会社（現・あいおいニッセイ同和損害保険）と業務提携。
- 1984年（昭和59年）- 本部事務局を丸ノ内より芝東京海上ビルに移転。
- 1985年（昭和60年）- テレビCM放映（イメージキャラクター：竜雷太）。
- 1986年（昭和61年）
  - 全日本ロータス同友会新会長に石指時夫（タカヤモーター株式会社社長）が就任。中村昭壹前会長は名誉会長に就任。
  - テレビCM第2弾放映（イメージキャラクター：斉藤慶子）
  - 株式会社ロータスフレンドを設立。
- 1987年（昭和62年）- 株式会社オリエントファイナンス（現・オリエントコーポレーション）と業務提携。
- 1988年（昭和63年）‐ 株式会社エルネットを設立。
- 1989年（平成元年）
  - テレビCM第3弾を放映。
  - ロータスメイトカード（現・ロータスカード）を発行。
- 1990年（平成2年）- テレビCM第4弾を放映。
- 1991年（平成3年）- テレビCM「パリ～ダカールラリー挑戦編」を放映。
- 1992年（平成4年）
  - 全日本ロータス同友会新会長に櫻井努（株式会社カーテック中央社長）が就任。
  - テレビCM「パリ～ダカールラリー間近編」を放映。
  - 第15回パリ～ダカールラリーに2台体制で参戦、倉田・横川組T2（市販車改造）クラス3位入賞。
- 1993年（平成5年）
  - 株式会社ロータスインフォメーションネットワークを設立。
  - 株式会社エルネット、米国アモコオイルの取引開始。
  - 経営管理システム「新クリエイト」開発。
  - 第16回パリ～ダカールラリーに参戦、倉田・宇佐組T2（市販車改造）クラス3位入賞。
- 1994年（平成6年）
  - ロータス365サービスシステム開始。
  - ロータスニューオートローンの開発・販売開始。
- 1995年（平成7年）
  - 第18回グラナダ～ダカールラリーに2台体制で参戦。
  - 株式会社ロータスが株式会社ロータスフレンドから営業譲受。
- 1996年（平成8年）- 全日本ロータス同友会新会長に三久保清（株式会社三久保商会社長）が就任。
- 1998年（平成10年）- エルネットがスズキ株式会社との取引を開始。
- 1999年（平成11年）
  - 全日本ロータス同友会新会長に鈴木秀憲（株式会社協同社長）が就任。
  - モービル石油株式会社（現・エクソンモービル・ジャパン合同会社）と業務提携。
- 2000年（平成12年）
  - 日本エアシステム株式会社と業務提携、JASマイレージ会員向け車検制度スタート。
  - 株式会社ロータスインフォメーションネットワーク解散。
- 2002年（平成14年）- 日本電池株式会社（現・ジーエス・ユアサ バッテリー）と業務提携。
- 2003年（平成15年）- 全日本空輸株式会社（ANA）と車検業務提携。ANAマイレージクラブ会員向け車検制度スタート。
- 2004年（平成16年）- 新日本石油株式会社（現・ENEOS）と業務提携。
- 2005年（平成17年）
  - スズキ株式会社と業務提携。
  - 全日本ロータス同友会新会長に松尾孝（松尾自動車工業株式会社）が就任。
  - 株式会社エルネット解散。事業は株式会社ロータスが承継
- 2006年（平成18年）- ロードサービス・ネットワーク事業の拡大を目的に株式会社プレミアロータス・ネットワーク（PLN）設立。
- 2009年（平成21年）
  - 全日本ロータス同友会新会長に室谷眞一（辰口自動車販売株式会社）が就任。
  - パルスター株式会社（現・株式会社CAP）と業務提携。
- 2011年（平成23年）- 国土交通省の通達を受け、有償運送許可講習会を10ブロックで15回開催。
- 2013年（平成25年）
  - 今後の整備工場が目指すべき姿として「次世代型自動車サービス業モデル2020」を発表
  - メカニック向け研修会「ロータススーパーアドバイザー認定研修」開催。
- 2014年（平成26年）
  - 経営者向け研修会「ロータスアカデミー経営者コース」開講。
  - 社員向け研修会「ロータスフロント育成プログラム」スタート。
- 2015年（平成27年）- 全日本ロータス同友会新会長に成毛政孝（株式会社ナルケ自動車）が就任。
- 2016年（平成28年）- ロータス次世代自動車取扱認定制度（次世代自動車の対応が出来るお店）スタート。
- 2017年（平成29年）
  - 株式会社TKC（本社：栃木県宇都宮市／代表取締役社長：角一幸）と、ロータス同友企業への経営力強化支援について業務提携。
  - 「第21回全日本自動車整備技能競技大会」で栃木県支部同友「有限会社塩田モータース商会」塩田雄基選手と須永圭則選手が優勝。
- 2018年（平成30年）
  - 一般社団法人日本EVクラブに加盟。
  - ロータススーパーアドバイザー認定研修を開講。
  - X（旧Twitter）アカウントを開設。
- 2019年（令和元年）
  - 第17回国際オートアフターマーケットEXPO（略称・IAAE）に出店。
  - 全日本ロータス同友会新会長に小川晃一（町田モータース株式会社）が就任。
  - 東名高速道路・清水PAにてVI「顔ピクト」を活用したPRキャンペーン（顔ピクトが新東名・清水PAをジャック！）を実施。
  - Youtubeチャンネル（ロータスクラブTV）を開設。
- 2020年（令和2年）
  - 第18回国際オートアフターマーケットEXPOに出展。
  - 全日本ロータス同友会2020年度理事総会を書面開催。
  - iPad専用アプリ『ロータスクラブぬりえでGO』をリリース。
  - ロータスクラブオリジナルドライブレコーダー　DR2CH-LS　発売。
- 2021年（令和3年）
  - 全日本ロータス同友会2021年度理事総会を書面開催。
  - ロータス店のスズキ車販売、累計100万台達成。
  - 「SDGs宣言」を行う。
  - 「第19回　国際オートアフターマーケットEXPO2022」に協賛。
- 2022年（令和4年）
  - 「第20回　国際オートアフターマーケットEXPO2023」に出展。
  - 「第23回全日本自動車整備技能競技大会」にて優勝した新潟県代表チームに加盟店の株式会社ナカノオートから石田俊行選手が参加。
  - 理事総会（第47回定期総会）（※一部WEB参加のハイブリッド型）を開催。
  - WEB情報発信コンテストを開催。
  - サマーキャンペーンに合わせ「タイヤ点検キャンペーン」を実施。
  - Instagramアカウントを開設。
- 2023年（令和5年）
  - 日刊自動車新聞社主催「第2回整備事業者アワード2023」加盟店のオートモールジャパン株式会社（香川県支部）が、日刊自動車新聞社大賞を受賞。
  - 理事総会（第49回定期総会）開催。2023年度組織基本方針は「地域になくてはならないお店」
  - 第8回全国大会開催。テーマは『Catch the dream!!～もっとロータスしようぜ！～』
  - 2023年度ロータス電機技術基礎セミナー（2024年度よりロータスxEVメカニック研修［Level.1］へ改称）を開講。
  - ロータス先進自動車研修2023を開講。
  - 「第21回国際オートアフターマーケットEXPO2024」に出展。
- 2024年（令和6年）
  - 理事総会（第50回定時総会）開催。
  - 新組織ステートメント「まもる、はしる、つなげる、」を発表。
  - 50周年記念カウントダウンキャンペーンを開催（全6回）。
- 2025年（令和7年）
  - 全日本ロータス同友会新会長に、中村斉（近畿オート株式会社）が就任。
  - 1月23日、創立50周年を迎える。
  - 6月12日、ザ・プリンスパークタワー東京にて、創立50周年記念全国大会を実施。

## 顔ピクト
ロータスクラブは自動車整備業者による全国1,650店の組織であり、それぞれの組織に根ざしたオーナー企業の集まりである。したがって、それぞれのオーナーそのものがお店の看板でもある。
このシンボルマークは、その『1,650の顔』をモチーフに「信頼」「実績」「技術」に裏打ちされたプロとしての絶対的な自信、人情味あふれるやさしさ、気さくさ、そして親身になって相談できる頼もしい存在を表現するための『顔ピクト』として展開したものである。

## 株式会社ロータス
株式会社ロータス（英：LOTAS,K.K.）は、東京都港区に本社を置く全日本ロータス同友会の本部事務局兼本社。
同友企業（加盟企業）の総合付加価値経営の確立と1975年に設立された全日本ロータス同友会の経済的基盤を担うため、全日本ロータス同友会本部事務局兼本社として1976年10月22日に設立。